# Ivybridge
Ivybridge (engelskt uttal: [ˈaɪvibrɪdʒ] lyssna (fil)) är en stad och civil parish i grevskapet Devon i England. Staden ligger i distriktet South Hams, söder om Dartmoor, cirka 16 kilometer öster om Plymouth. Tätorten (built-up area) hade 11 851 invånare vid folkräkningen år 2011.